# 冬季服務車輛

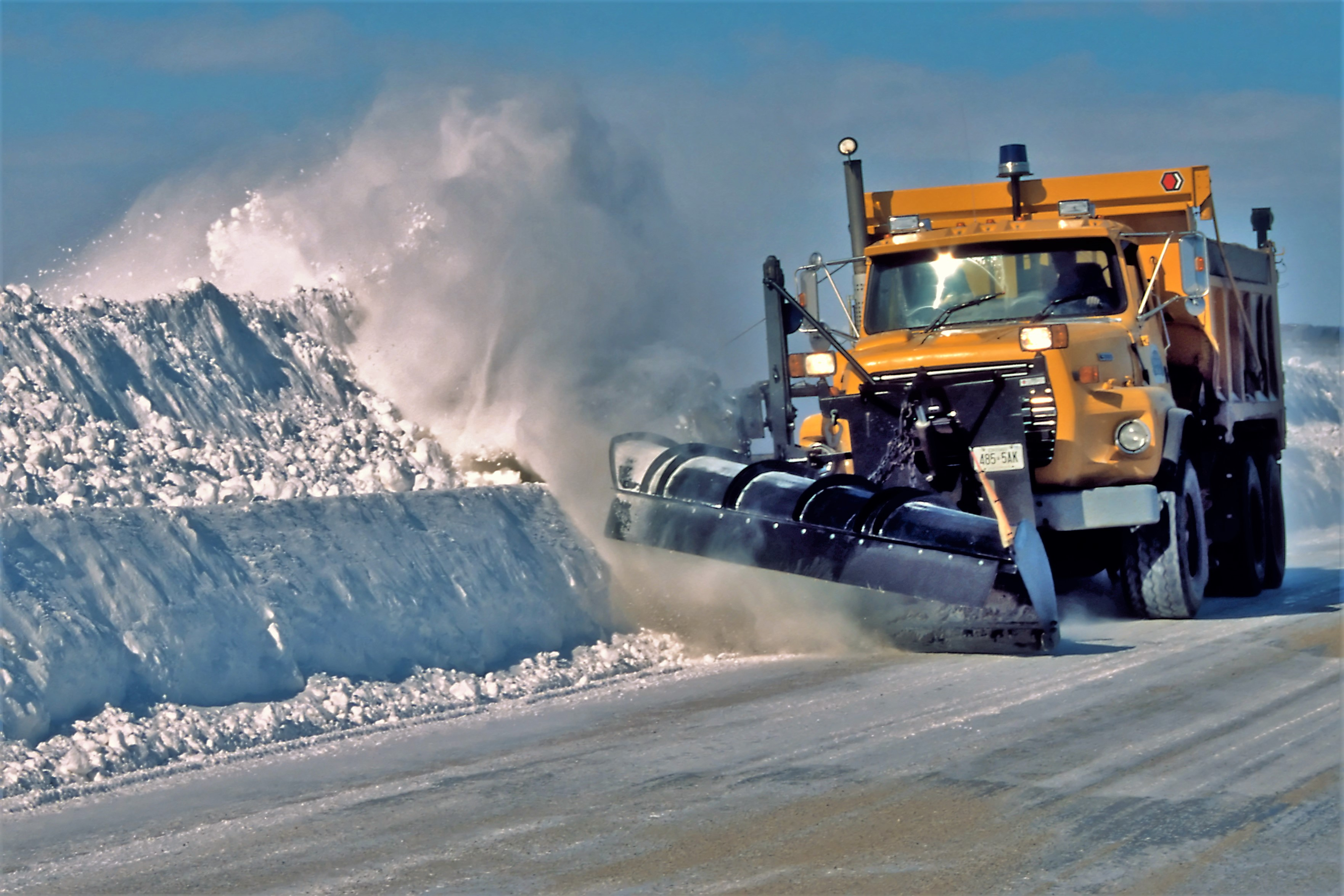
正在清除加拿大安大略省多倫多市附近道路積雪的冬季服務車輛。

冬季服務車輛（winter service vehicle）或称为除雪車、除雪机、鏟雪車，这种车辆的用途是清除道路上的冰雪。冬季服務車輛通常使用自動傾卸卡車底盘，外加裝配專門除雪設備。而不少政府機構也會利用較小型的車輛来清除人行道、小路与單車徑的積雪。溫帶或是極地區域负责道路維護的管理機構和承包商往往擁有若干冬季服務車輛，这样可以在冬季期间投入它们來確保道路上冰雪的清除以及行车的安全。機場則利用冬季服務車輛來清除飛機表面、跑道和滑行道上的冰雪。因为除了危及飛機起降外，冰雪还會對飛機的氣動性造成干擾。
尽管早在1862年已有馬拉雪犁（鏟雪車）和噴灑車的記載，但最早的冬季服務車輛却是積雪滾軋車（雪道整理車），它用于维护路面的光滑平整，以供人们使用雪橇。而随着20世紀早期汽車运输和航空的增长，运用发动机技术的现代大型冬季服務車輛不断地發展普及。

## 歷史

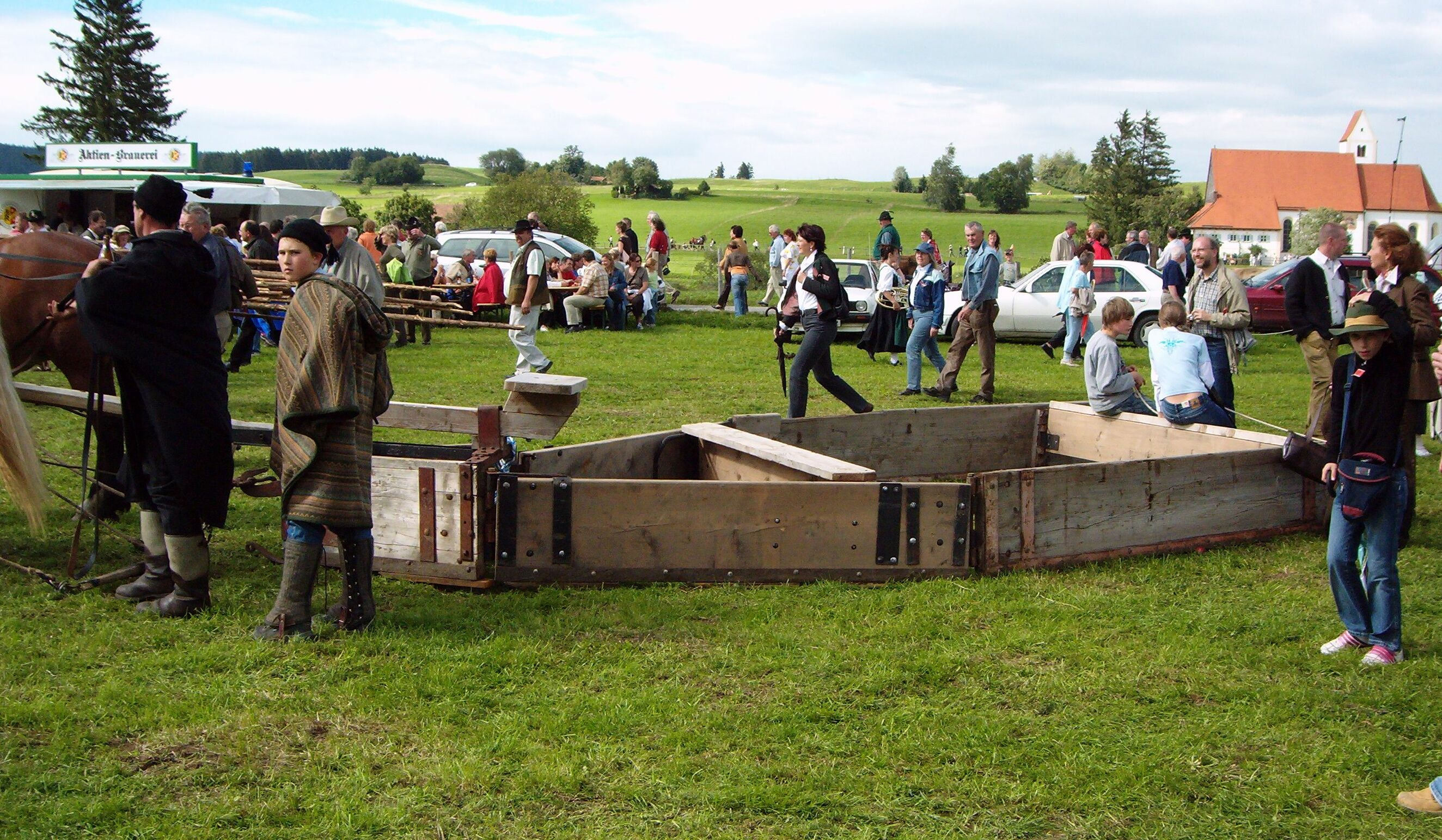
在羅斯塔柏金﹝Rosstag Burggen﹞舉辦的歷史重演展中，展示19世紀德國食衣住行展覽裡的早期馬拉剷雪車。

雖然除雪的历史至少可以追溯到中世紀，在早期人們僅僅使用鐵鏟或掃帚清除人行道和道路的積雪。在機動運輸時代發軔前，人們并不關心积雪问题；鄉村間未鋪過的路面上是既不平坦又危險的，而冰雪可以使表面更為平滑。大多數農民只需將其運貨車木輪換成雪橇，這使得運送像木材這種笨重的材料相對容易。在美國北部和加拿大早期社區甚至用動物拉積雪壓路車，就是最早的冬季服務車輛，以壓實積雪覆蓋的道路。這種壓實處理延長了積雪的壽命，並讓雪橇易於通行。一些社區甚至僱用「雪管理人」將雪延伸或者「鋪」上像橋樑這種原本不沾雪的區域，以便雪橇可以利用這些路線。
然而，隨著道路材質進步和城市規擴大，用冰雪鋪路這種手段不再得到大眾歡迎。因為冰雪造成的滑溜表面對行人及交通造成一定的危險。最早的除雪車專利可追溯到1840年，不過直到到1862年以前都沒有實際使用的紀錄。1862年後，密尔沃基城率先使用馬拉著裝有除雪車的二輪車這種馬拉的除雪車迅速蔓延到其他城市，特別是常下大雪的區域。

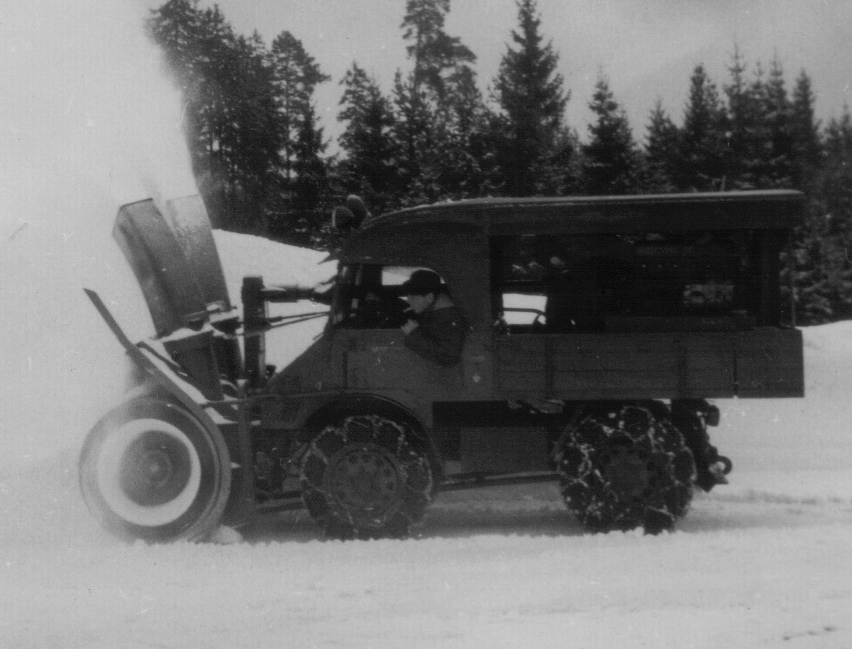
1955年的一台裝備著吹雪車的乌尼莫克卡車。

第一辆機動的除雪車是在1913年開發的，使用卡車與拖拉機的車體架構。這些機器使得積雪清理過程機械化，減少了所需的勞動力，並增加除雪過程的速度和效率。在20世紀初航空業的擴張也對冬季服務車輛的發展起到了催化的作用。即使是一层薄薄的冰雪都可能造成飛機墜毀，故使得機場周遭豎立起大型圍欄，以防止吹積雪，而且管理當局開始保有除雪車隊編制以在惡劣天氣下清除跑道。
隨著汽車的普及，人们發現简单的鏟雪并不足以移除道路上的所有冰雪。這推动了撒鹽車的發展。它顧名思義噴撒氯化鈉以加速雪的溶解。早期實行撒鹽的做法遭遇到阻力，因為使用鹽會加速生鏽，造成橋的金屬結構以及行人鞋子的腐蝕。不過，隨著車禍的增加，爭議暫時平息，而在1920年年底，在美國許多城市開始使用鹽和沙子以清除道路讓它更安全。於1960和1970年代隨著環保意識抬頭，由於撒鹽對環境的衝擊，這種做法再次受到批評，從而導致替代性除冰化學物質以及更有效噴灑系統的發展。

## 設計

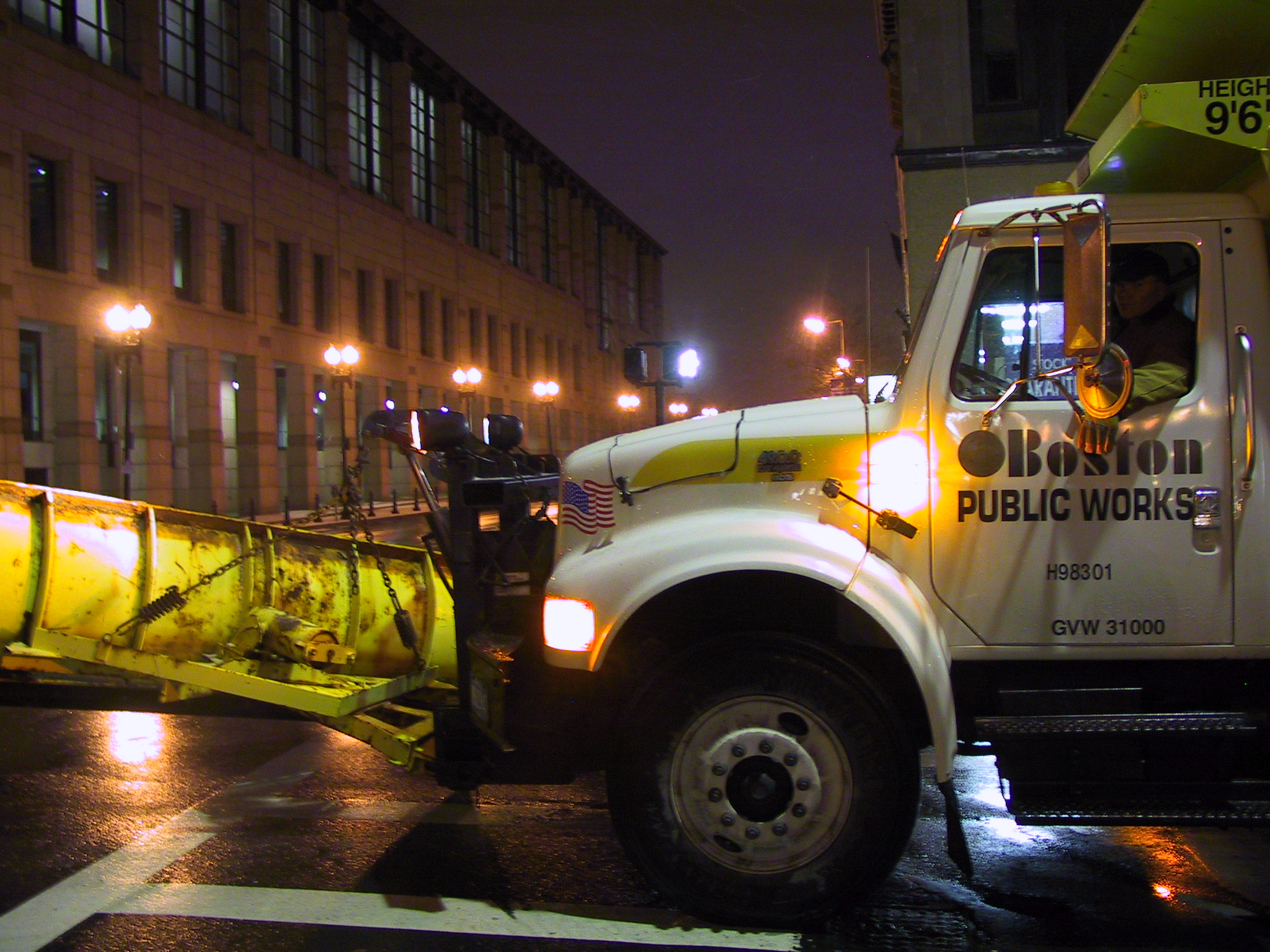
在麻薩諸塞州波士頓的出租用冬季服務車輛，顯示出除雪鏟框架、琥珀色車頂排燈、與反光片。

冬季服務車輛通常使用自動傾卸卡車的底盤，由製造商或第三方零件商改装而成。常見的改装涉及把車輛的鋼組成部分更換成耐腐蝕的鋁或玻璃纖維、对所有暴露在外的電子零件进行防水處理、把儲料桶換成專門設計的噴灑車體、加裝除雪鏟框架、強化車輪及保險槓以支撐重型鏟刀、並加裝額外的前照燈、車頂排燈以及反光片使之在惡劣天候下更為醒目。
其他常見的改裝包括把原裝胎換成雨胎或者泥雪胎，以及縮短車輛的軸距以改善機動性。加拿大的皮卡車前方則有加裝雪鏟，有些後方還加裝防凍設備。有些機器則會在軸間加裝底盤刮刀，使底盤上的犁壓力更均勻地分配。
在大多數西方國家，冬季服務車輛通常裝備著琥珀色車頂排燈。排燈亮起時表示該車輛以低於當地速限前進，要不然它在變換車道或者灑砂灑去冰劑時會對交通會造成危險。在某些地區，像加拿大安大略省，冬季服務車輛使用與緊急服務車輛s相同的藍色閃燈，而不是其他地方所用的黃色或橙色閃燈。許多機構還把車輛油漆成高對比的橙色或黃色，使它在雪盲狀況下更容易為駕駛者所辨認。

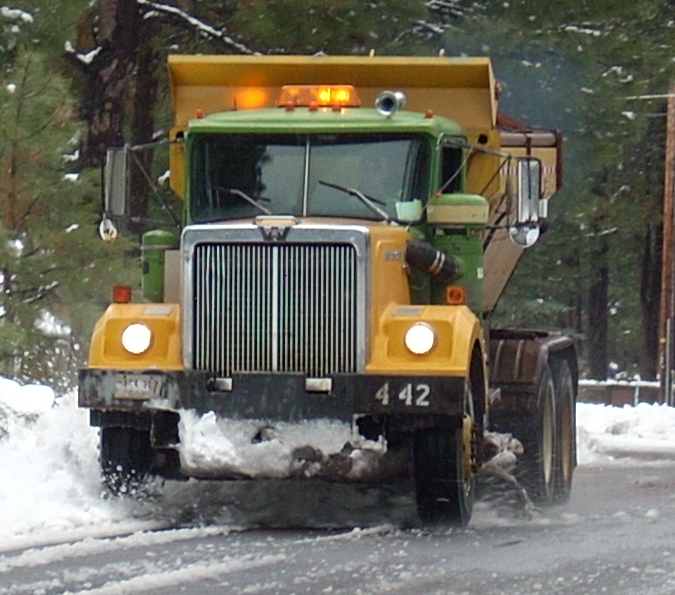
具有底部刮刀的冬季服務車輛，車體上漆上高對比的塗色及警示條紋。攝於俄勒岡州德舒特縣。

然而有些冬季服務車輛，尤其是那些設計用在小徑或徒步區的，则採用遠較砂石車為小的底盤。這些車輛往往是多用途的，可以加裝其他設備像路刷、割草機、或者起重機（这些设备所涉及到的作业一般在大雪下無法進行，不同作业間很少有相互重疊的），从而能够減少機構或承包商所需維護的車隊規模。
現代的冬季服務車輛通常也裝有衛星導航系統與天氣預報連線，讓司機得以選擇最佳的作業區域，以避開某些有機會下雨的地方，因為下雨可能會洗去噴灑過的鹽或化學品。最先進的衛星導航系統甚至可以適應不斷變化的天候狀況，確保噴灑與鏟雪配備的最合理使用。大多數冬季服務車輛配備輪胎執勤，並常常套上雪鏈或者使用釘胎，不過也有一些裝備履帶。履帶本身會因應地形不同而變形，並將雪甩到路旁。裝上履帶的越野冬季服務車輛在歐美稱為雪貓。雪貓一般裝有雪犁或雪道整理機。滑雪場使用雪貓來鋪平滑雪道以讓雪上摩托車運行，但它也可以作為纜車的替代品。

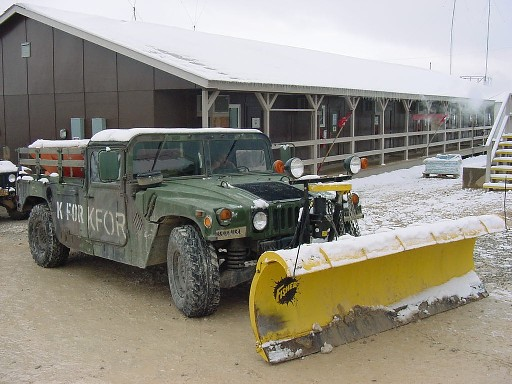
駐屯科索沃的美國陸軍美國陸軍第27工兵營所屬、裝備雪犁的現役悍馬

軍用冬季服務車輛通常裝備重裝甲，以便在戰鬥區中使用，特別是極地戰和山地戰。而它通常從裝甲推土機或悍馬改裝而來。在科索沃战争期間，聯合國、北約駐科索沃維和部隊、以及駐中歐美國陸軍已開始使用軍用冬季服務車輛。冷戰期間，英國皇家海軍陸戰隊與皇家通信兵部队在挪威部署了一些履帶車輛以巡邏北約與蘇聯邊境。

## 作業

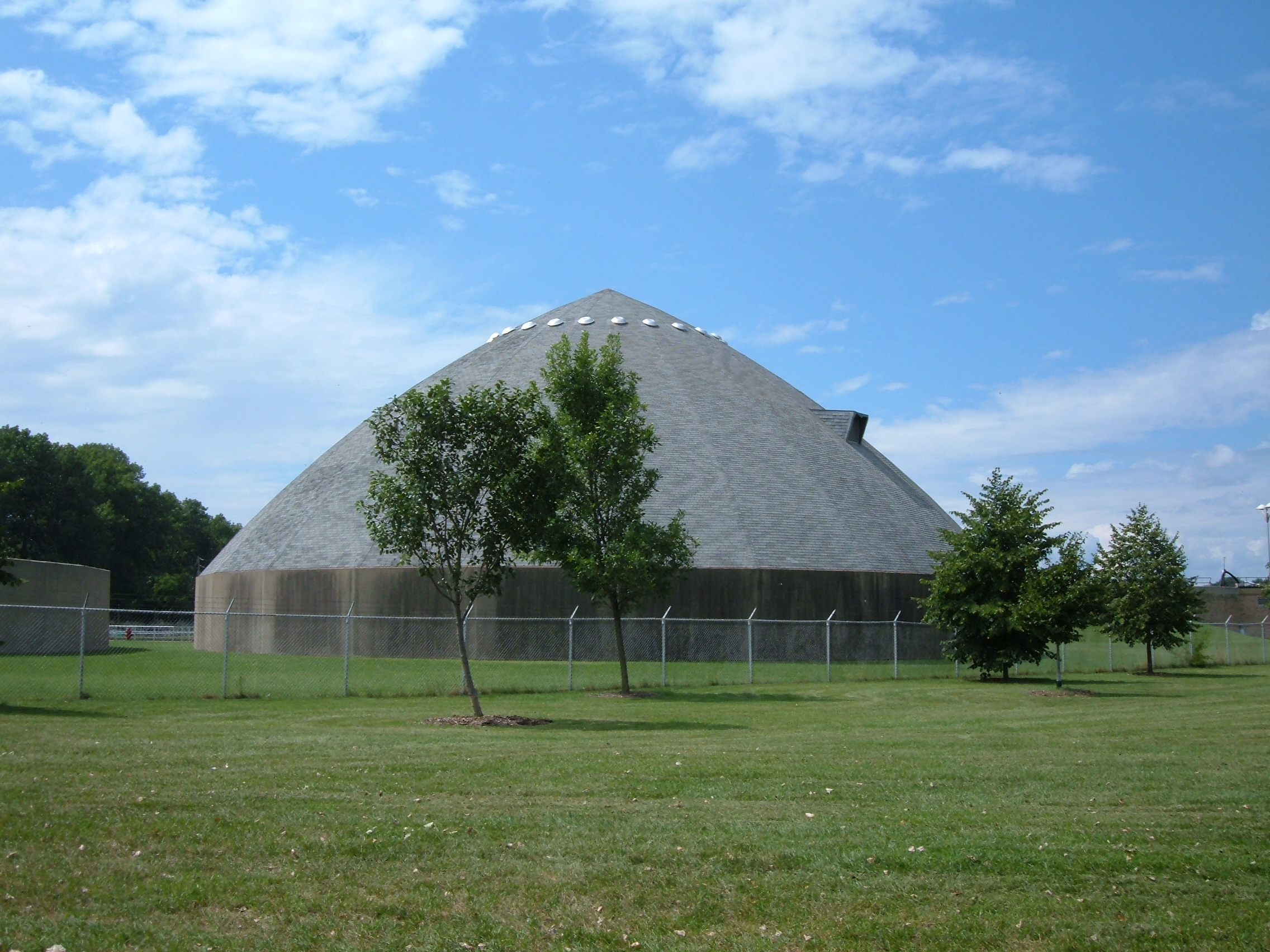
密歇根湖附近的鹽倉，用於存儲砂礫，以及在冬季冰雪風暴期間提供撒鹽車司機有限空間的住宿。

冬季服務車輛的运营者既包括政府機構，也有私營承包商。在经常降雪的地区，公共建設工程在冬季一般都會維持一支自己的車隊或支付給承包商保證金以優先使用他們的車輛。而比較不常降雪的城市可能只在需要時租用車輛。在英國，冬季服務車輛是可上路車輛中唯一有權使用紅色柴油的。雖然這些車輛仍使用在公共高速公路上，不過它們用於保持高速公路網暢通，而且如果要這些私人承包商幫忙在公路上除雪，却還要向它們額外抽稅的話，会打击其积极性。美國的冬季服務車輛駕駛员必須持有A級或B級商業駕駛執照。一些地方，如美國明尼蘇達州，允許冬季服務車輛駕駛员不需任何額外的培訓便可作业，不過其他大多數州對司機提供額外的課程，以傳授最有效最安全的除雪方法。許多州要求實習司機必須先有資深司機跟車隨行，有的甚至得操作專門設計的駕駛模擬器。模擬器可以安全地重現險惡的冬季道路路況。其他組織要求所有工作人員擁有可資識別的額外許可證或認證 — 例如英國高速公路局要求所有工作人員取得倫敦城市行業協會資格及追加冬季支援執照。

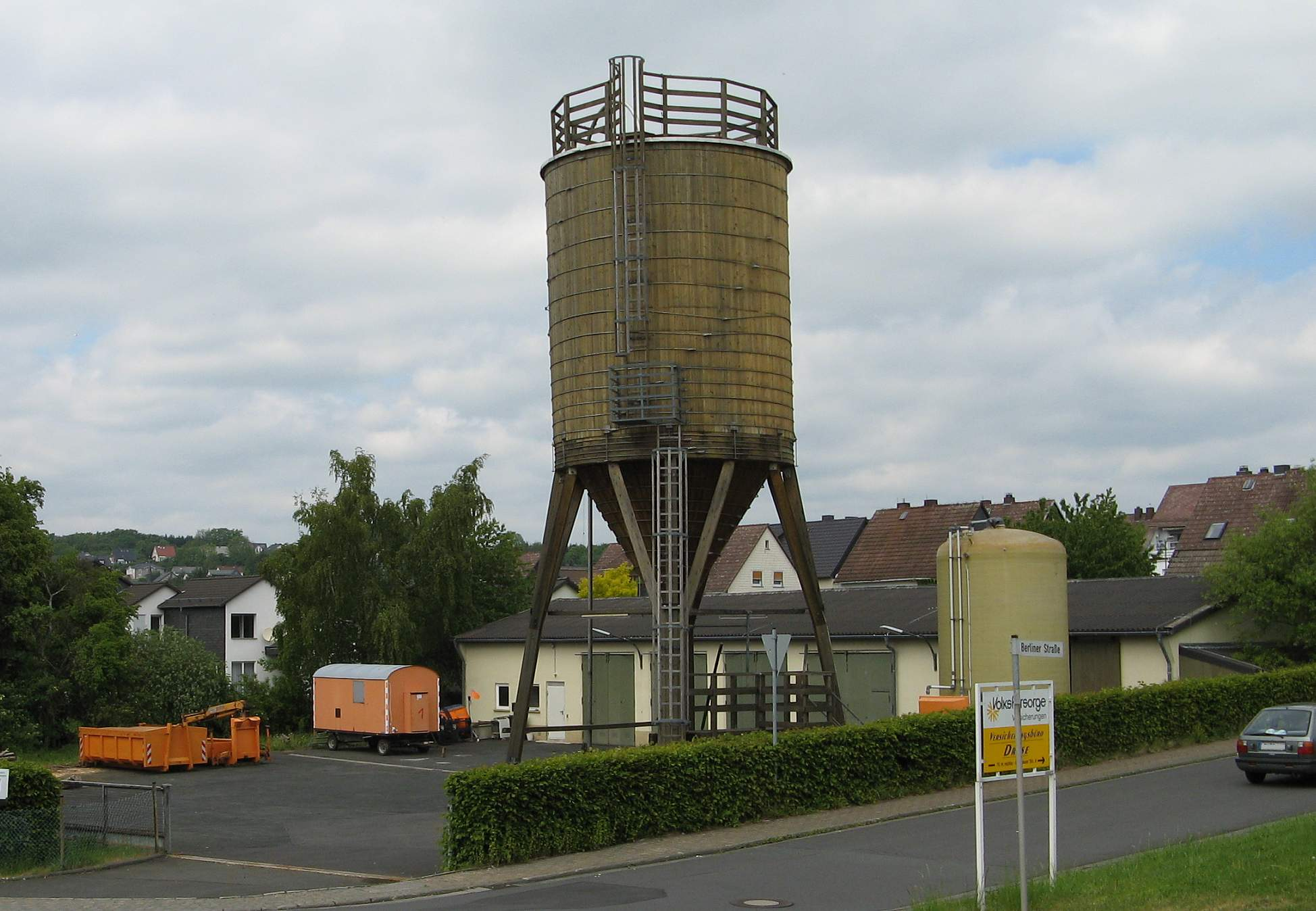
在德國一處服務站點裡的鹽水儲藏塔

冬季服務司機通常兼差，為期自惡劣天氣之前到惡劣天氣結束為止，以12至16小時輪班制為主。主要幹道通常提前灑鹽灑砂，以降低交通網路中斷的可能性。鹽倉定期補充以讓司機可以載更多的砂鹽，並且在猛烈或者久聚不散的暴風雪情況下，寢具會在道路維修站提供給司機讓他們在換班間使用。
天氣狀況一般隨著海拔而有很大的差異；天氣炎熱的國家在山區可能會碰到下大雪，而在低窪地區則祇有少量降雪，這造成經驗不足的駕駛在冬季裡開車更容易發生事故。此外，道路表面溫度可能會隨海拔升高而迅速降低，造成水分快速沉澱凝結成霜。因此，撒鹽撒砂和鏟雪往往比清除山路更優先執行，特別是在雪季開始與結束時。山区道路路況危險給大型冬季服務車輛帶來了更多問題。沉重的金屬車框與搭載的砂石化學品使得對該類車輛爬坡需求較高，故它們的傳動輪都具有極高的扭力，以輸出足夠的力量爬坡。再者，由於山坡上狹窄的髮夾彎對車體較長的車輛相對來說難以操控，用於山區的冬季服務車輛車體因而縮短，車體通常從六輪縮成四輪。

## 設備

### 除冰車

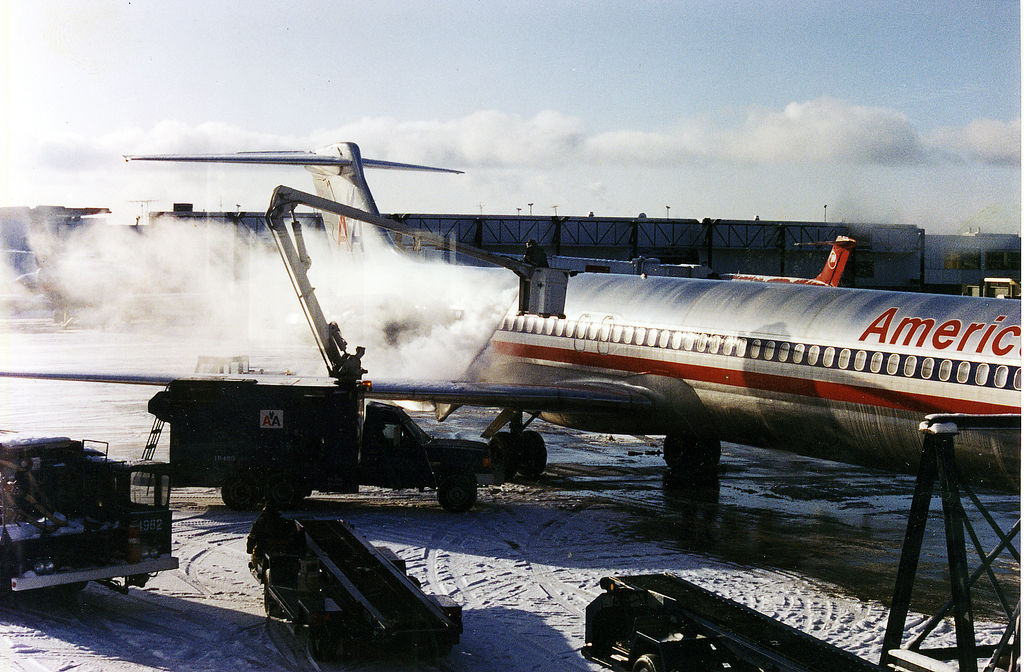
在紐約州雪城漢考克國際機場，一輛除冰車正在為美國航空公司的MD-80除冰。

除冰車會在飛機機體以及路面的冰上噴灑噴灑加熱過的除冰液，通常成分是丙二醇或乙二醇等。這些在地面上進行的作業目的在防止機體結冰。冰使機翼表面粗糙，減少其升力並增加阻力。冰還讓飛機變得更重，還可能會影響它的平衡。
飛機除冰車的外觀通常看起來像油罐車，罐內裝有濃縮除冰液，根據環境溫度不同而噴水稀釋除冰液。它通常也裝備了活動起重機，使操作者能夠在最短時間內噴過整台飛機；一台除冰車從頭到尾清理一台波音737的時間不超過10分鐘。
某些道路承包商也選擇使用除冰車代替撒鹽車。這種除冰車會在暴風雪前的路面上噴灑鹽水，以避免冰黏著於路面上，使後續除雪工作更容易進行。食鹽水比固態鹽反應更快而且不需要減緩交通以使它生效。食鹽水也更為環保，因為處理相等距離的路段所需的鹽較少。
機場跑道也是透過裝長柄噴灑臂的除冰車來除冰。這些噴灑臂長到足以跨過整個跑道，這讓除冰車只需要走過一次就能完全為整個飛機跑道除冰，而跑道暫時停用的時間也因此大大縮短。

### 前端装载机

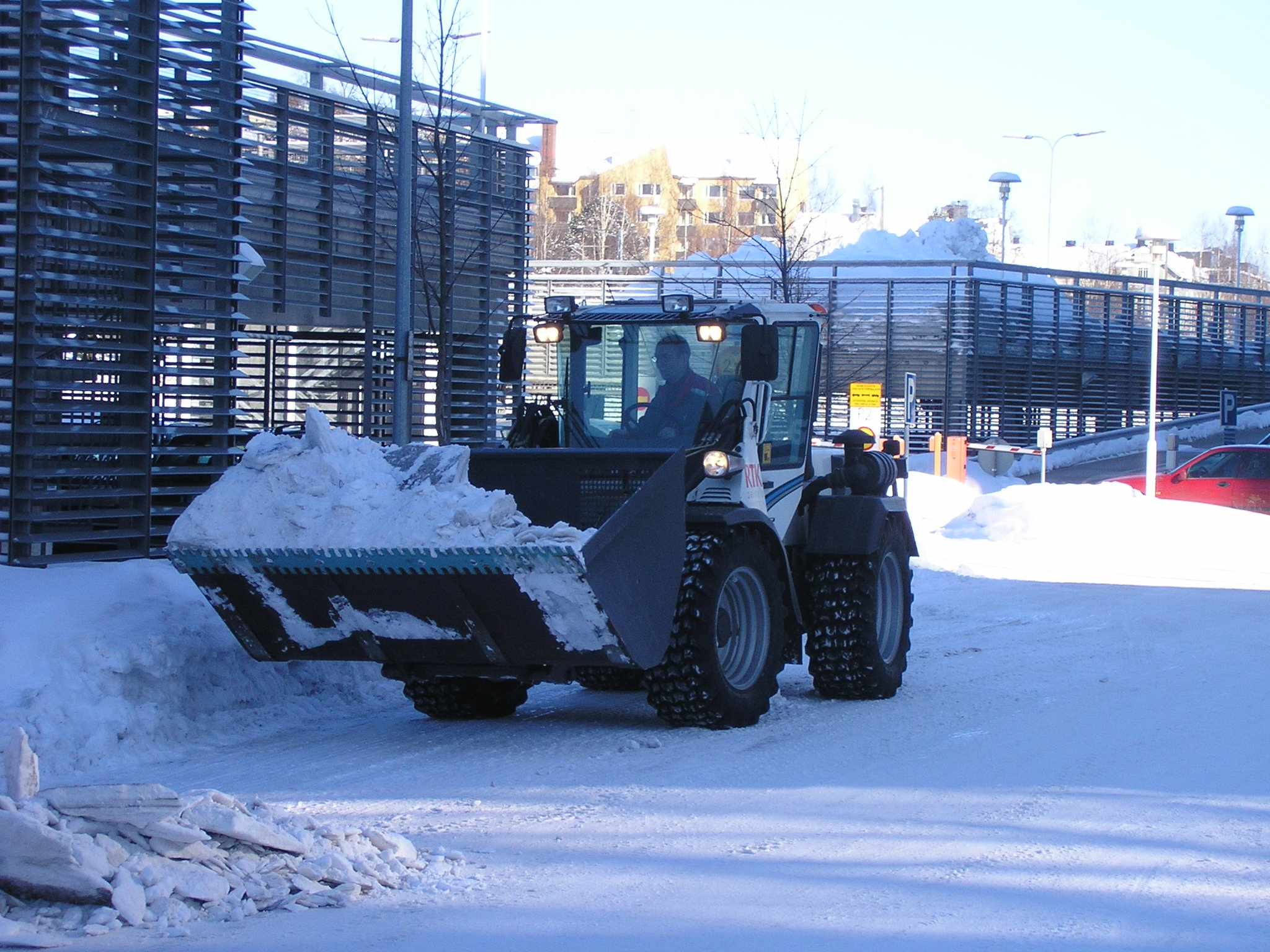
芬蘭于韦斯屈莱的前端装载机

前端裝載機通常用於因場地過小而不適用剷雪車等重機械的地方，例如人行道、停車場等等。大部分的裝載機前方有一個雪籃，可以載運積雪，有些則會加裝雪犁。

### 噴灑車

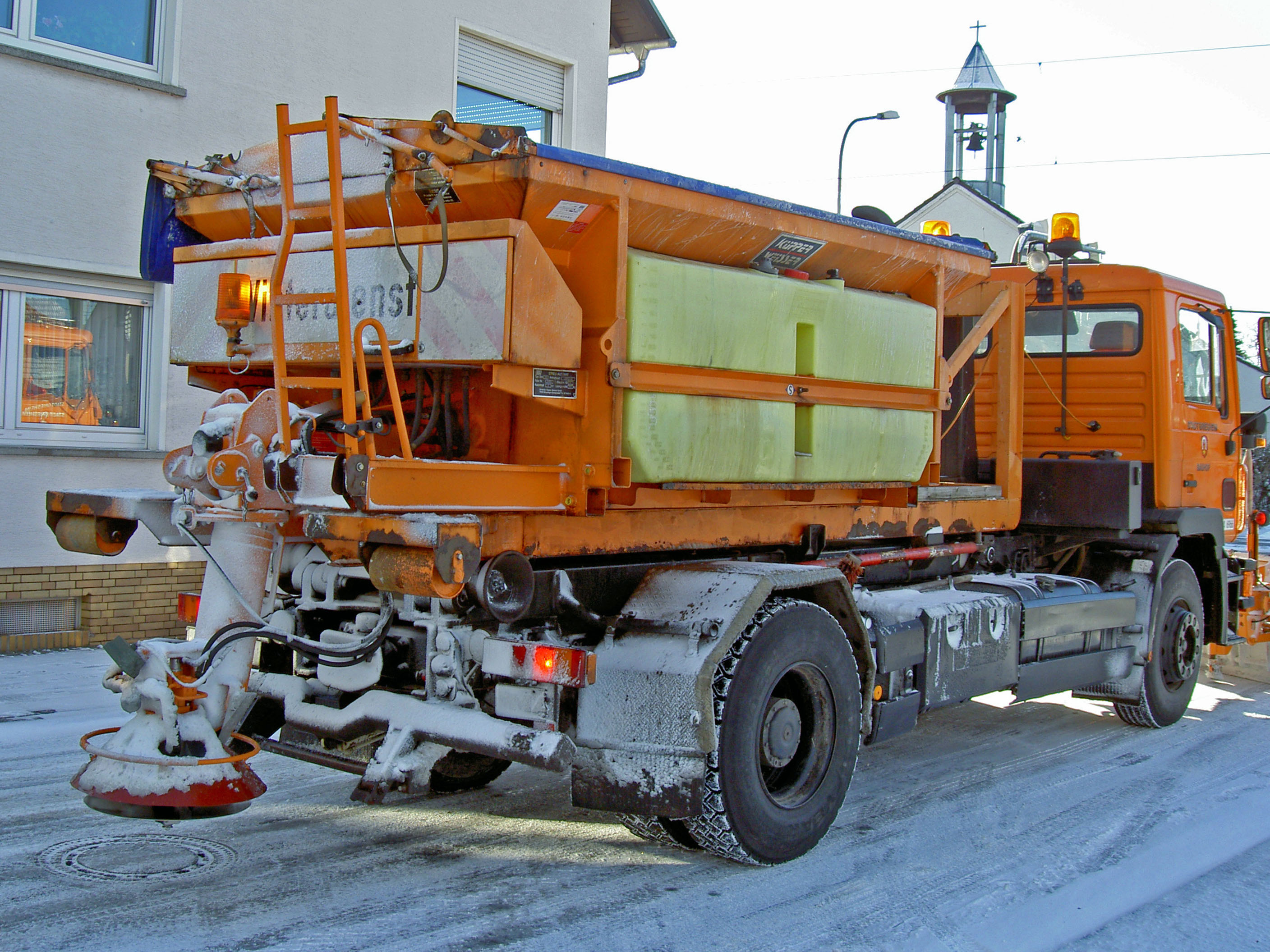
在德國的一台噴灑車，展示出料斗和葉輪

噴灑車，也稱為噴砂車、灑鹽車、撒布機、或者鹽車，是最常見的的冬季服務車輛。事實上，噴灑車在冬季服務車輛中是如此的常見，故有時兩者幾乎等義。噴灑車一般用來把沙與石鹽的混合物（下簡稱砂礫）灑到路面上。這些砂礫通常儲藏在車輛後方的大料斗裡，料斗上頭蓋著金屬網以防止異物進入造成料斗被卡住。砂礫通常透過附於車上一個小型引擎液壓驅動系統的葉輪噴灑在路面上。不過，一直到1970年代之前，撒鹽撒砂的粗活通常是由踩在車尾跟車帶鏟子的工人負責，而且某些較老式的噴灑機器仍需要人手動把砂鹽從料斗加載到葉輪裡。
鹽可以降低冰点，使得冰可於較低溫溶化並無害的流到路邊；而砂透過加強輪胎與路面間摩擦力來強化牽引力。撒鹽量則根據路況不同而改变。一般要避免薄冰的形成，約每平方公尺需要灑10公克鹽，而厚雪可能需要40公克/平方公尺的鹽，與撒出的鹽總體積多寡無關。砂礫有時與糖蜜混合以強化與路面的黏著力。不過，糖蜜常常引來家畜猛舔路面。
冬季服務車輛裡的噴灑車也可用於機場，讓機場跑道不結冰。不過，通常用於清除道路的鹽可能會損壞飛機機體和干擾敏感的導航設備。因此，機場用噴灑車一般在跑道上噴危險性較低的醋酸鉀或尿素，以避免腐蝕飛機或機場禁區裡的設備。
噴灑車還可以在氣溫足以融化柏油裡的瀝青這種大熱天下使用。灑下的砂礫可為過往車輛的輪胎與路面之間提供一層保護，否則就會像融化的巧克力棒沾花生那樣從路面「黏起」一層瀝青聚合物而破壞了路面。

### 吹雪車

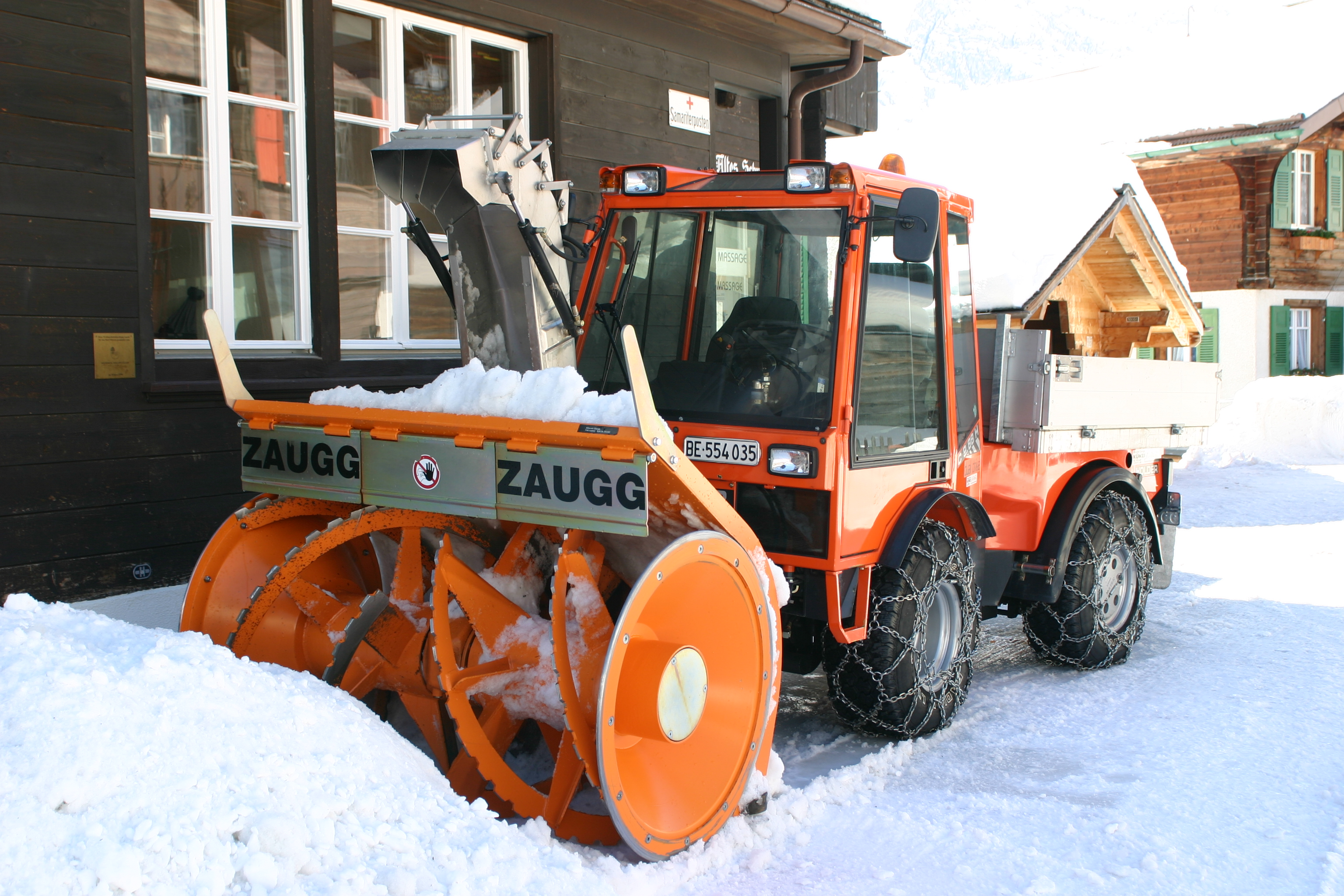
裝著雪鏈的Zaugg吹雪車

吹雪車，也稱為吹雪機、旋轉鏟雪車或拋雪車，可以用來代替冬季服務車輛中的鏟雪車。一座吹雪車包括一個螺旋狀刀片，这个刀片能够快速且連續的旋轉切入雪地，迫使一塊塊的雪從車頂上煙囪形狀的漏斗噴出。吹雪車一般作業速度遠遠超過鏟雪車，大約每小時可掃除超過5000公噸的雪，並且比鏟雪車可切入更深的雪沉積層。此外，吹雪車可以把雪從道路上完全清除，而不是只是堆積在路邊，這使得其他道路使用者更容易通過，並可防止風將路旁的雪再度吹成風堆列而阻塞車道。

### 雪道整理車

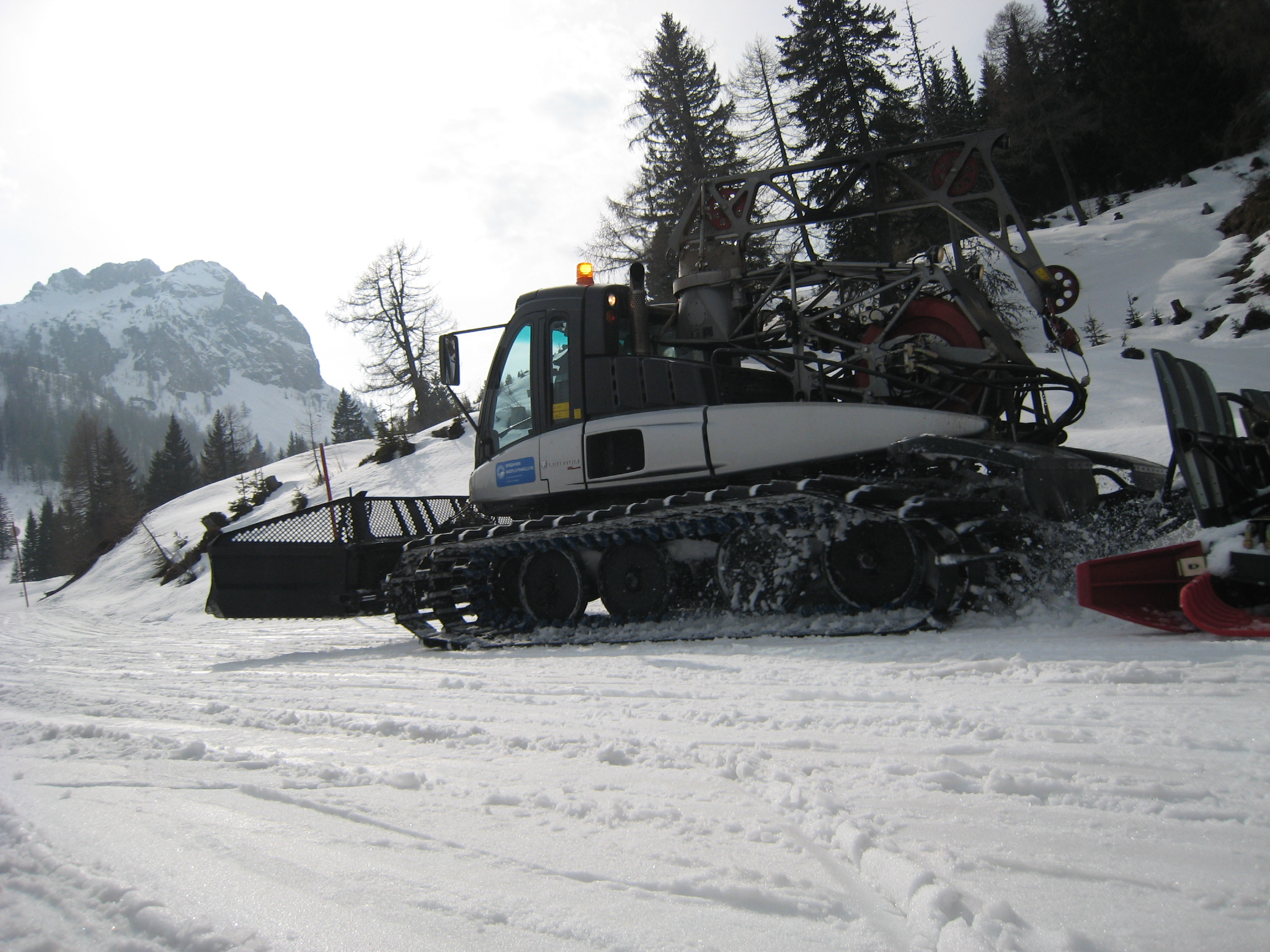
一台帶整地刀片並拖著壓路機的奧地利雪貓

雪道整理車設計目的並不在將雪從路面上除去，而是將其整平與壓實。早期的雪道整理車通常在農村地區使用，以讓當地居民壓實靠近其住家附近的積雪。這些早期的雪道整理車包括了用牛拉的重型滾筒，農民用它把雪面整平以便於雪橇滑行。隨著汽車的發明，雪道整理車在清除大道積雪的角色由鏟雪車和吹雪車所替代，不過在滑雪場人們仍用它來整平給滑雪、單板滑雪、以及雪上摩托車等冬季運動使用的滑道。雪道整理車在20世紀沒甚麼改變，大部分重型滾筒都可以連接到牽引機或者雪貓上，然後以此拖遍整個需要整平的區域。
於1980年代所開發的更先進的電子系統讓製造商得以製造適用更多樣地貌及重複性工作的雪道整理車，例如最近的甚至可以整出半管和迷你坡這種給單板滑雪用的場地。雪道整理車亦與雪砲並用，以確保整個滑雪場裡頭的雪都是均勻覆蓋。然而，雪道整理車的作用對滑雪場自然環境有不良的影響。整平會將積雪覆蓋下的土壤裡的營養和礦物質移除，而整理車給路面的壓力加速了水對土壤的滲透卻減少了土壤含水量。這使得水能更快通過土壤，使其更容易受到水土流失。

### 融雪車

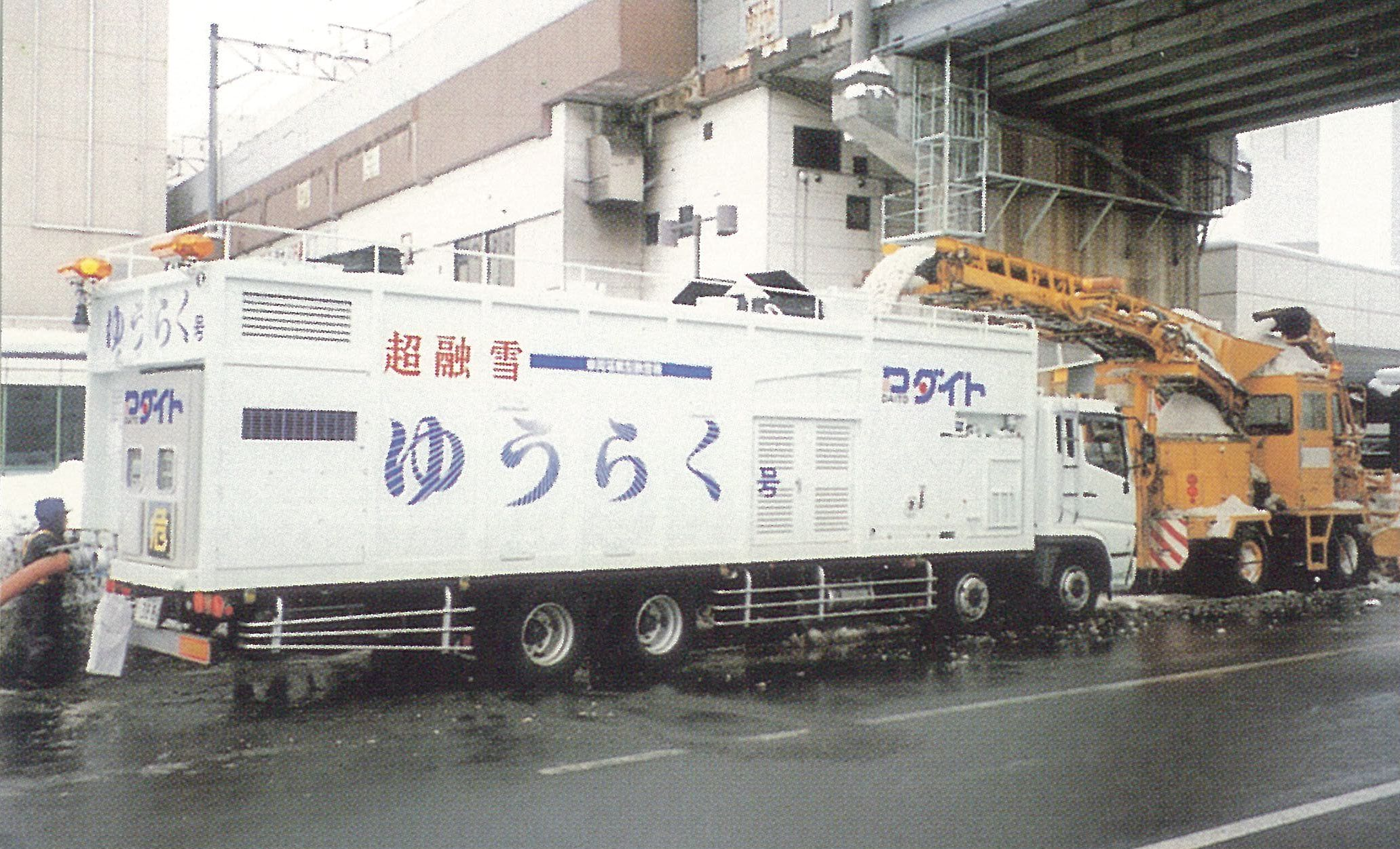
日本札幌市的融雪車

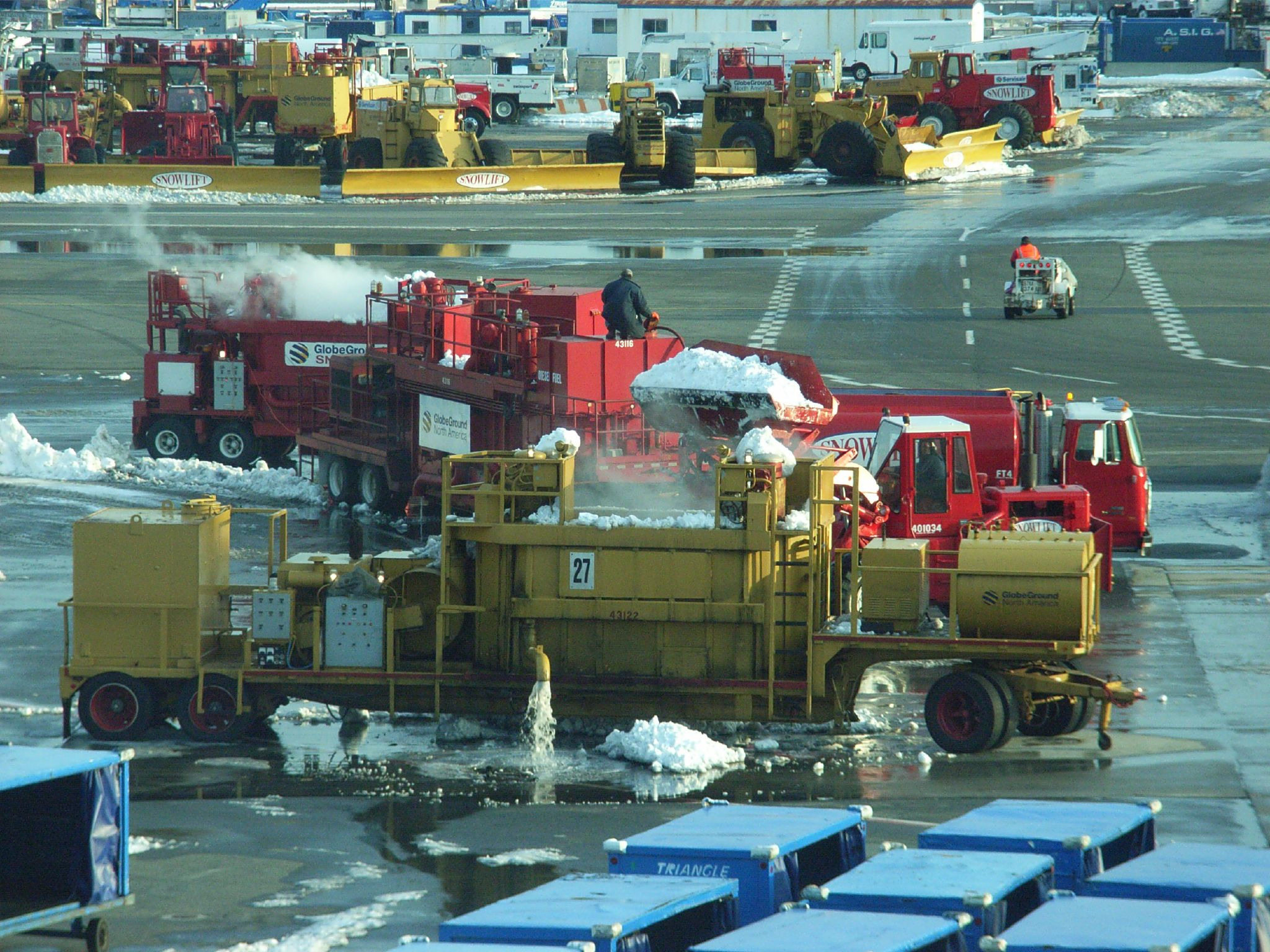
在紐約甘迺迪國際機場作業中的融雪車

融雪車的作業方式是將雪鏟入位於車後大罐裡的融坑加以融化。融坑周圍是一個由鍋爐加熱，裝滿開水的小水箱。來自鍋爐的氣泡穿過沸水，造成某些水潑濺到融坑裡頭，立刻把雪融化。融化後的雪水則排入雨水渠裡。
由於要載運大型水箱以及鍋爐用的燃油，融雪車一般遠較大部分冬季服務車輛更大更重。一台融雪車約18公尺（59英尺），是曳引車頭能牽引的最大半拖車單元。除此之外，複雜的融化過程意味著融雪車工作體積遠比相等的鏟雪或吹雪車輛為小；最大的融雪車每小時僅可除去500噸的雪，相比之下任何大型的吹雪車每小時皆可除去5000噸的雪。
不過，融雪車遠較噴灑車環保，因為它既不散播有害物質，並且來自路面的污染物可以從融化後的雪水裡分離且安全的處理掉。除此之外，因為雪在融雪機上已經融化，如何從作業地點移除集中後的雪，便不再是问题。

### 鏟雪車

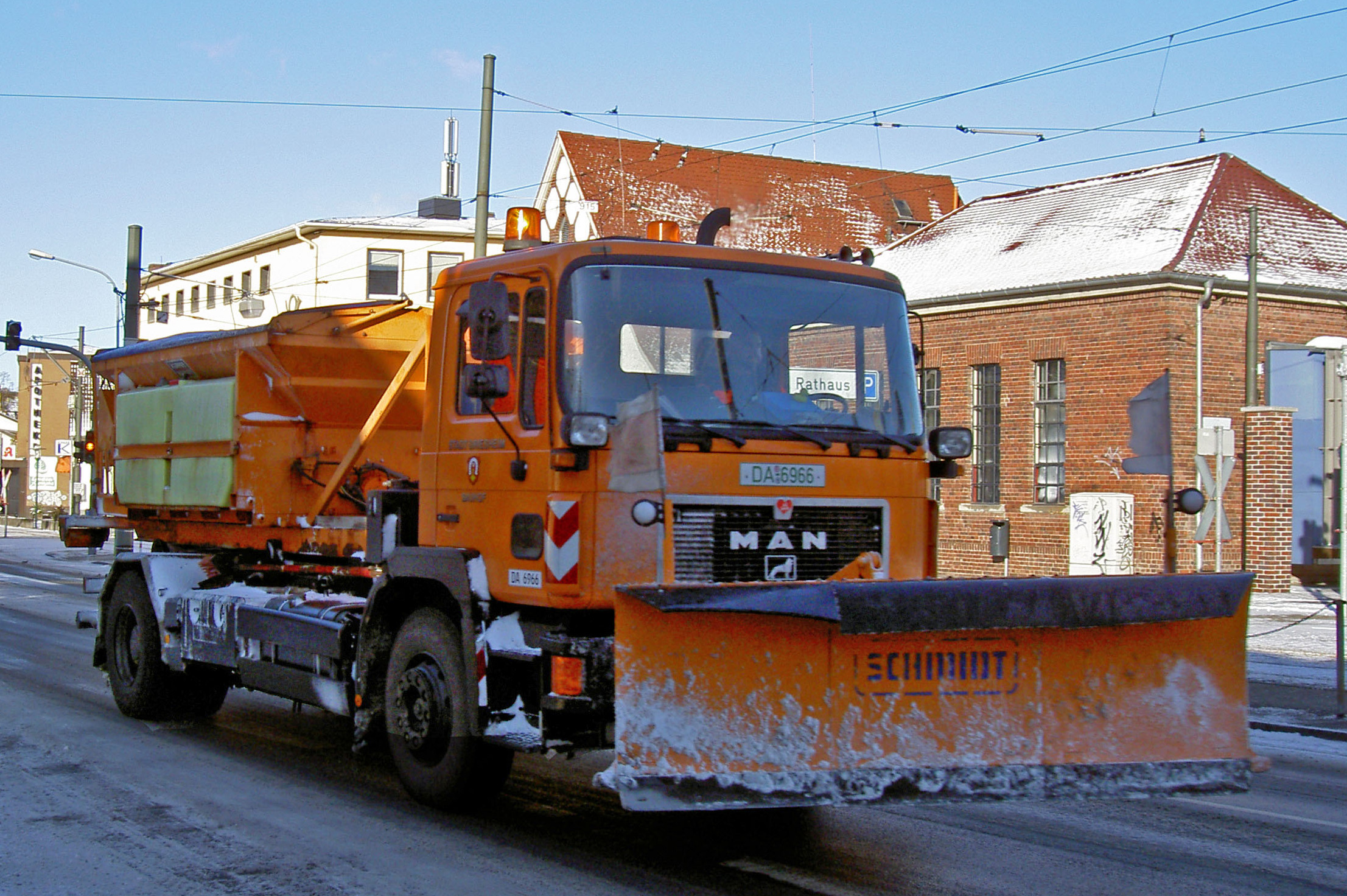
一台德國的鏟雪車配備了料斗以裝載砂礫

許多冬季服務車輛皆可安裝雪鏟（一譯雪犁），以清除厚重冰雪封鎖下的道路。在大多數情況下，雪鏟都裝在液壓驅動的機械手臂上，使他們能夠舉起、降下、及調整到最好的鏟雪角度以搬運積雪。大部分冬季服務車輛不是配備永久固定的雪鏟，就是裝有鏟雪框架：英國公路局75％的車輛都備有鏟雪框讓雪鏟，在必要的時候可以連接。同時具有雪鏟框架和噴灑車體的冬季服務車輛稱為「泛用車輛」，而這比起專門用途的車輛來更有效率，特別是料斗的重量通常會減少車輛可以服務的範圍。因此，大部分的運營商手上都至少保留一些專用鏟雪車輛以應付強烈暴風雪。
在特別設計的冬季服務車輛無法進行鏟雪的場合，他種服務或工程車輛可以拿來替代。這些廣為許多管理機構使用的工程車輛有：平地机、推土機、滑移裝載機、皮卡車，及垃圾車。前端裝載機亦可以用來鏟雪。雪鏟要不是取代安裝在裝載機的機械手臂上的鏟斗，就是鏟斗或雪鏟斗可用來把雪裝到另一台鏟雪車或者垃圾車的後區間，然後載走。另一方面，行進中對雪鏟車超車也很危險，这是因为迎面而來的車道可能並非完全沒有雪。除此之外，鏟刀在其左右兩邊會產生揚起的細冰粒（冰霧），這將顯著遮蔽駕駛人的視線。而且使用铲雪车经常会对路面造成破坏，形成路面坑洞，因为冬季很多情况下，雪在压力的作用下融化，渗透进路面之后再次结成冰块。而铲雪车强行将这种冰块铲掉的过程当中很可能使路面跟着冰块一并剷除，形成坑洞。

### 掃雪車

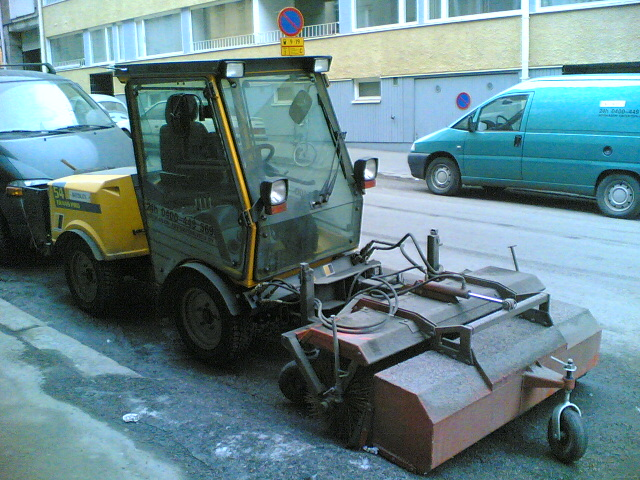
在芬蘭赫尔辛基的掃雪車

掃雪車利用刷子將薄層積雪從人行道路面上清除。掃雪車一般在鏟雪後使用，以去除大型車輛清理後的殘餘物。它大部分用在不怎麼能容忍積雪的場所，像機場跑道及各種賽車場。因為能隨地形變化的刷子比起剛性的雪鏟或吹雪車的鏟刀清理較沒有死角。這種刷子也讓掃雪車適用於交通信號燈與電車站不像其他的冬季服務車輛，掃雪車不壓縮雪，在清掃後留下了高摩擦力的粗糙表面。這使得掃雪車在積雪深度小於10厘米（4英吋）時掃雪最有效率。而積雪超過這個界限可能會對刷子造成阻塞，並且大部分掃雪車在積雪超過15厘米（6英吋）時無法派上用場。掃雪車一種更先進的版本叫做噴射掃雪車，這種掃雪車在刷子後頭加了噴氣機；它把人行道掃過的雪吹乾淨，同時避免鬆動的雪再度陳積。

### 表面磨擦試驗機

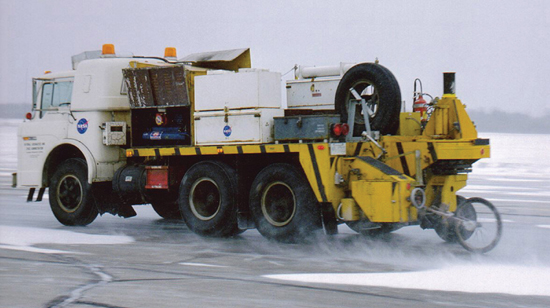
在蘭利空軍基地裡的美国国家航空航天局地面摩擦測試機，圖中可以清楚看到車尾處有額外的車輪。

表面磨擦試驗機會安裝在車輛後軸，外型像是小型的輪子。試驗機會連著液壓系統，用來衡量道路滑溜的程度。該輪可以自由滾動，相對的稍稍朝向地面以便讓它部分打滑。連在車軸的感應器透過量度輪子旋轉而產生的力矩計算輪子與路面間的摩擦力。表面摩擦測試機一般在地表結冰前或者在除雪後使用於機場與主要道路。測試車可將表面摩擦的資料轉達到控制中心，使得噴灑清除流程得以照計畫進行，讓車輛分派調度效率最佳化。許多試驗機會附帶一個小型灑水系統，用來在真正下雨前模擬天雨路滑的效果。這些感應器通常不是裝在其他冬季服務車輛所使用的大型卡車上，而是裝在小型車、旅行車、或者小型拖車上，因為表面摩擦測試機裝在小型輕重車輛時的工作效果最佳。

## 材料

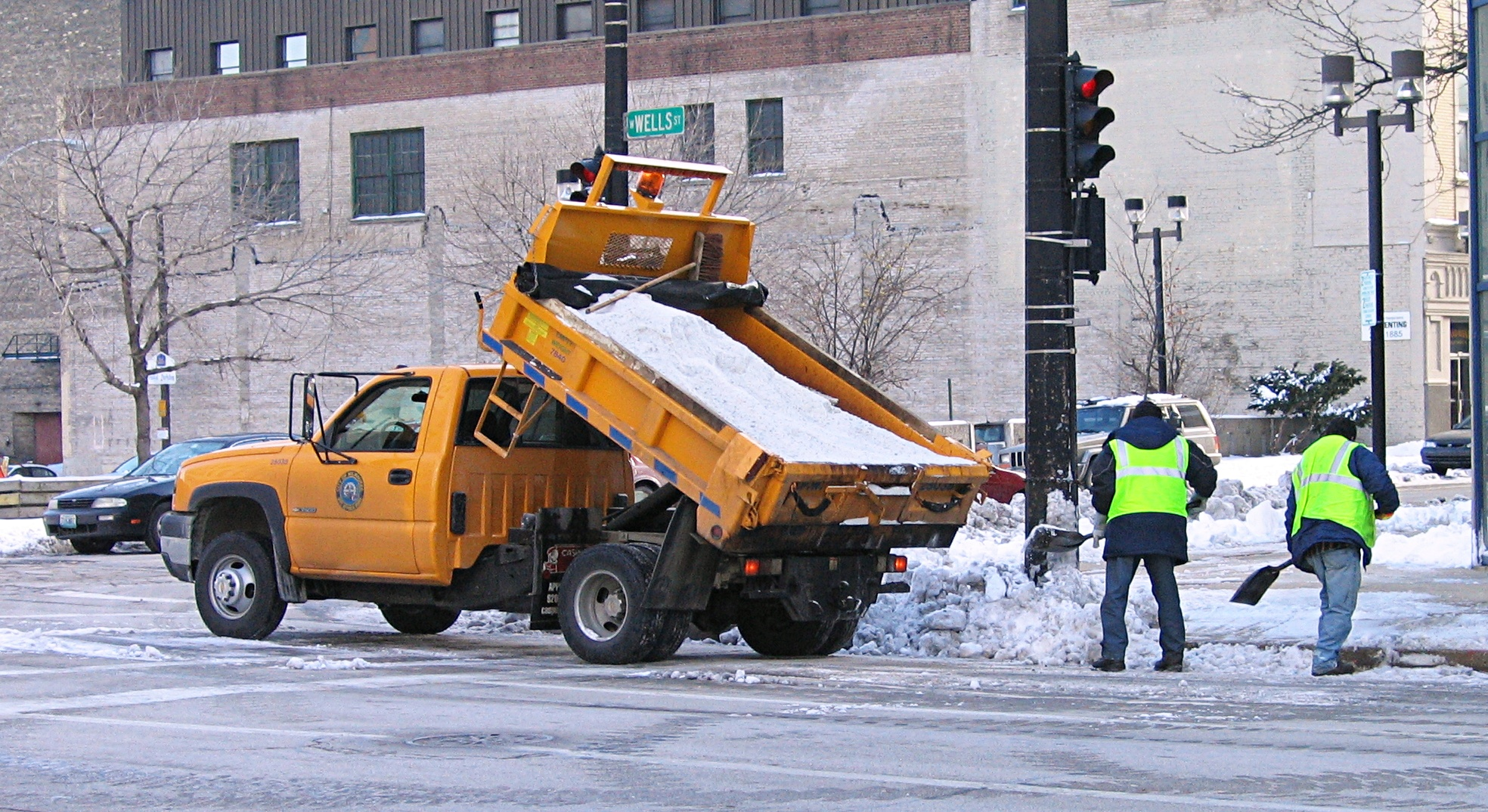
在威斯康辛州密尔沃基市的工人正在手動撒鹽

鹽類是最常用的融雪物質。噴灑車不能使用海鹽，因為它粉末太細、溶解太快，因此，所有噴灑使用的鹽都來自鹽礦，也就是一種非可再生資源。此外，高濃度的鹽會殺死土壤裡的植物，因此運營商在保证作业的情况下尽量降低撒盐量，以免危及土地所有人的作物。因此，道路維護機構都擁有降雪結冰預測站點所構成的先進網絡，以避免浪費鹽、可能會破壞環境、以及造成交通不便的不必要噴灑。噴灑下的鹽最後會沖走而流失，故這些鹽無法回收或重複使用；不過，不會溶解的沙子可透過掃街車回收並與新的鹽晶體混合以供後面幾次的噴灑使用。因為這樣，運營商必須定期購買大量的石鹽，這是對有限資源的消耗，並有潛在危險和高污染性的鹽礦開採會破壞自然環境。
美國俄勒岡州使用氯化鎂；它是一種與氯化鈉結構相似、不過相對廉價、對金屬侵蝕作用較弱的化學品。而新西蘭則使用醋酸鈣鎂。這種化學品則完全避免了對環境有害的氯離子。尿素有時用來噴灑吊橋，因為它与鐵或鋼都不会发生反應。不過尿素效果比鹽為低，相同情况下需要消耗的重量可高達鹽的7倍。大部分砂礫是與水合亚铁氰化钠混合，雖然它的自然形態並無害，不過這種物質在強烈陽光下會發生光解，產生化學劇毒物質氰化氫。雖然在極地和溫帶地區，一般情況下陽光不會強烈到足以引起這種化學反應，但此類鹽的儲藏地必須盡可能遠離水路，以避免氰化物流進養魚場或農場的可能。此外，在行進中對噴灑車輛進行超車也很危險；因為噴灑的砂礫遍布整條道路，鬆散的混合物可能會損壞過往車輛的表漆和車窗，而且它也降低機車輪胎的牽引力，使得打滑發生，特別在彎道區域。

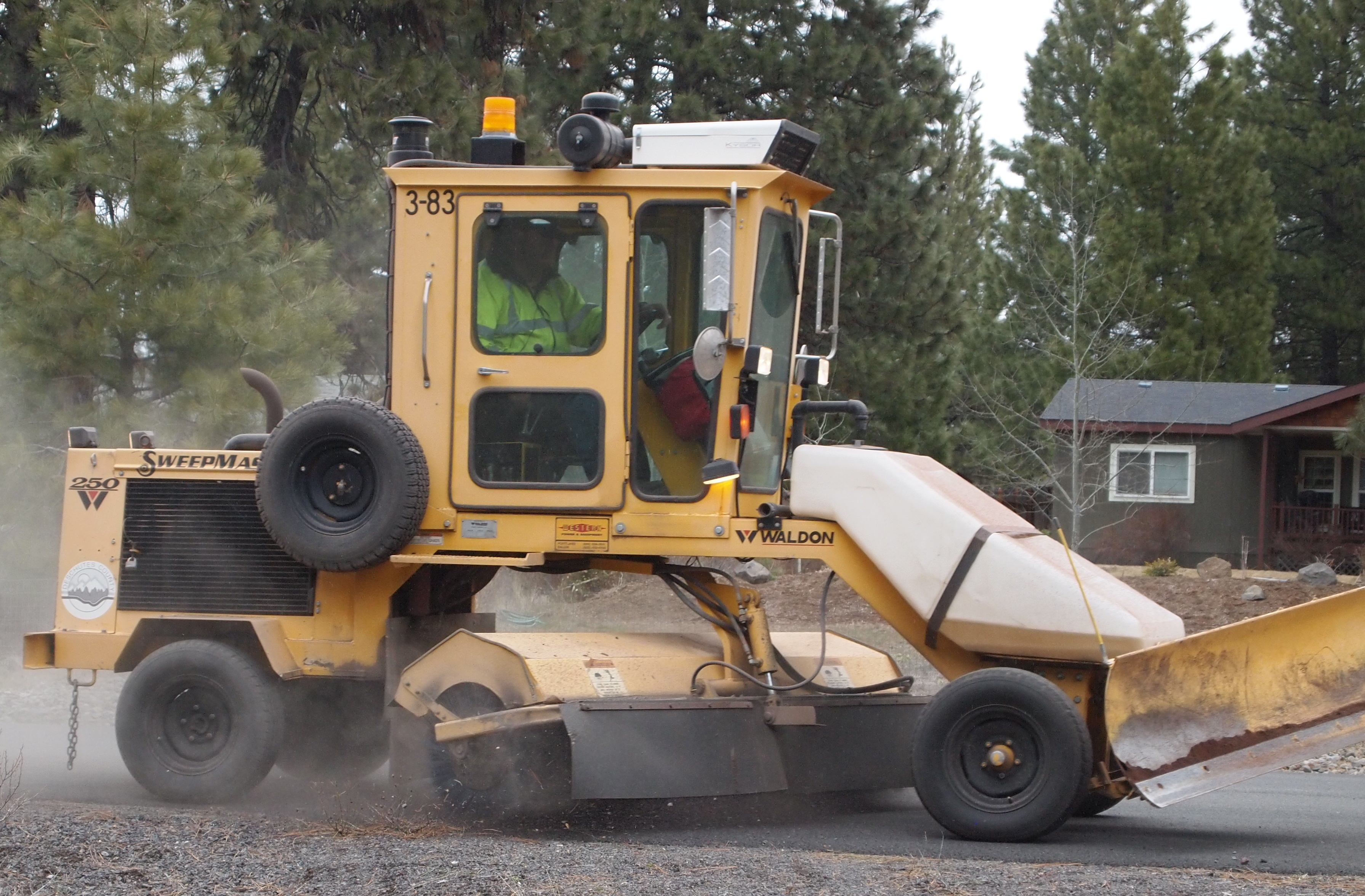
春季掃去冬天灑下的鋪路石。

在某些地區，例如德國柏林，撒鹽是完全禁止的行為，僅僅在最危險的道路可以例外；在這些地區只有撒沙，不加任何降低熔點的添加劑。雖然這種方法比較保護環境，不過它需要更多的勞力；而且因為沙子無法融解，它往往會在道路的兩側積聚，使得巴士更難靠站。其他地區使用其他對環境危害較少，並對金屬結構腐蝕程度較低的化學物質。

## 延伸閱讀
- Gray, Donald; Male, David. . Pergamon. 1981. ISBN 0-08-025374-1.
- Pearson, Derek. . . Thomas Telford. 1990. ISBN 0-7277-2531-9.
- Symons, Leslie; Perry, Allen Howard. . Spon Press. 1991. ISBN 0-419-15670-4.
- D'Itri, Frank M. . CRC Press. 1992. ISBN 0-87371-705-8.
- McKelvey, Blake. . University of Rochester Press. 1995-12-07. ISBN 1-878822-54-3.
- Sack, Ronald L.; Izumi, Masanori; Nakamura, Tsutomu. . Taylor & Francis. 1997. ISBN 90-5410-865-7.
- Minsk, L. David. . McGraw Hill. 1998. ISBN 0-07-042809-3.
- Institution of Civil Engineers. . Thomas Telford. 2000. ISBN 0-7277-2957-8.
- A Bergström, Kungl.  (PDF). Royal Institute of Technology. 2002-05-28  [2009-01-11]. （原始内容存档 (PDF)于2009-03-26）.
- Blackburn, Robert R. . Transportation Research Board. 2004. ISBN 0-309-08799-6.
- Conger, Steven M. . Transportation Research Board. 2005. ISBN 0-309-09747-9.

## 外部連結
一般性介紹
- Snow removal site links—National Snow and Ice Data Center（英语：National Snow and Ice Data Center）
- Real Time update for Gritted Roads in UK （页面存档备份，存于）

道路除雪
- Driving in adverse weather conditions （页面存档备份，存于）—The Highway Code（英语：Highway Code）
- Winter Service—The Highways Agency（英语：Highways Agency）
- Photograph: Road rolling-about 1885-under direction of James Little, overseer of highways, Calumet Township, Michigan, US （页面存档备份，存于）-The Bentley Historical Library（英语：Bentley Historical Library）
- Winter driving advice

機場除雪
- Winter services at Dresden Airport—Dresden Airport
- Snow clearance at Vnukovo International Airport—Vnukovo International Airport